# Ashland (Illinois)
Ashland – wieś w Stanach Zjednoczonych, w stanie Illinois, w hrabstwie Cass.